# 朝鲜佛教

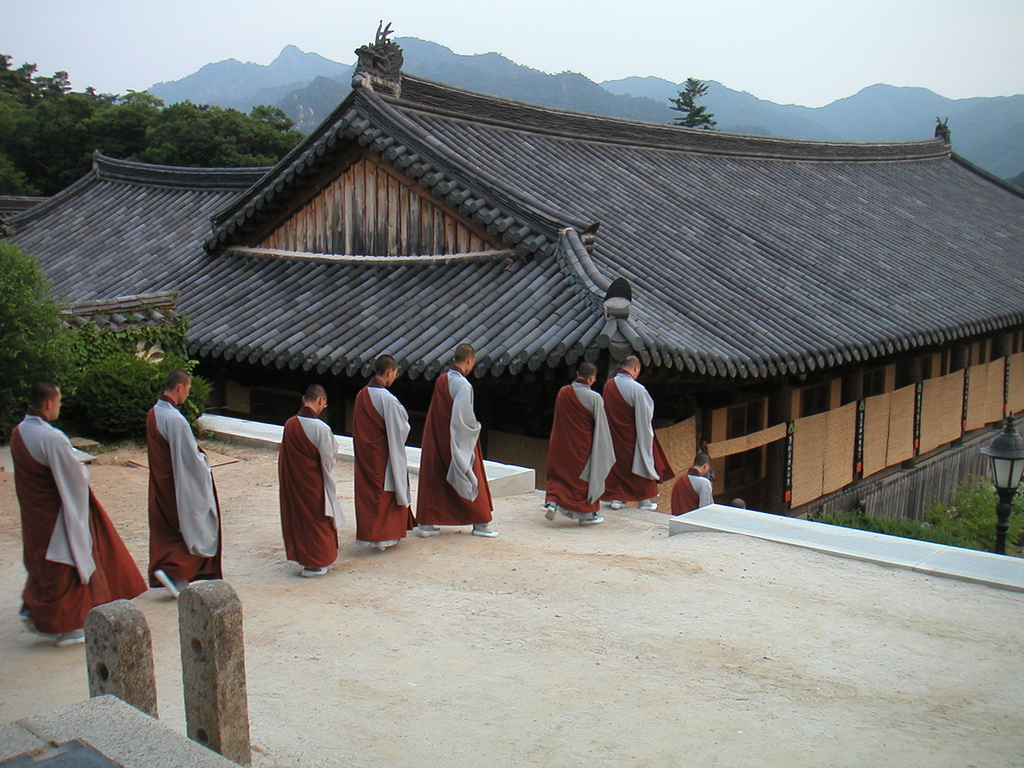
海印寺的僧侣在佛事活动后离开去寝室

朝鲜佛教，指位于及发展于朝鲜半岛的佛教，其为汉传佛教的组成部分，主要教义为大乘佛教。其由中国传入，早期的主要活动为翻译经典及传播，之后出现本土化的趋势，并产生起独立民族化的佛教传统。
2006年，佛教信徒約佔總韓國人口的24.4%，基督宗教約佔總人口26.1%（新教16.6%，天主教9.5%），其他宗教約佔總人口1.4%，無特定宗教信仰者為48.1%。
另一方面，相較於韓國，奉行無神論的北韓對佛教的限制依舊非常嚴厲，真正信仰佛教的人數也較南方的韓國還要來的更加稀少，很多北韓當地的佛寺也僅僅只是供海外觀光客遊覽的樣版。

## 历史

### 三国时期
朝鲜佛教最早是由中国传入当时的三国时期的高句丽，为前秦苻坚遣使派僧而去，之后又有阿道法师赴高句丽。375年，小兽林王为其建伊弗兰寺、省门寺，为佛教输入朝鲜的开始。百济王朝于枕流王元年（384年）迎入东晋高僧摩罗难陀，并在汉山州创建佛寺、大兴佛法。新罗王朝是由纳祗王由高句丽传入，法兴王时期在异次顿殉教事件後正式流传。
到6世纪，由于中国唐朝的兴起，佛教各宗悉数进入朝鲜半岛，其中三论宗和律宗影响最深。朝鲜半岛三国政权也派僧侣到中国求法，其中包括僧朗、义渊、实法师、印法师等高句丽法师；谦益、慧聰等百济王国法师；而新罗也派遣无相、圆光、慈藏圆胜、惠通等。其中谦益甚至远赴中印度求学梵语与律部；慧超游历天竺各国，并书《往五天竺国传》。
此外，该时期的朝鲜佛教还传入日本。惠慈从高句丽赴日本，为日本圣德太子师，其也被奉为三论宗开祖。

### 统一新罗时期

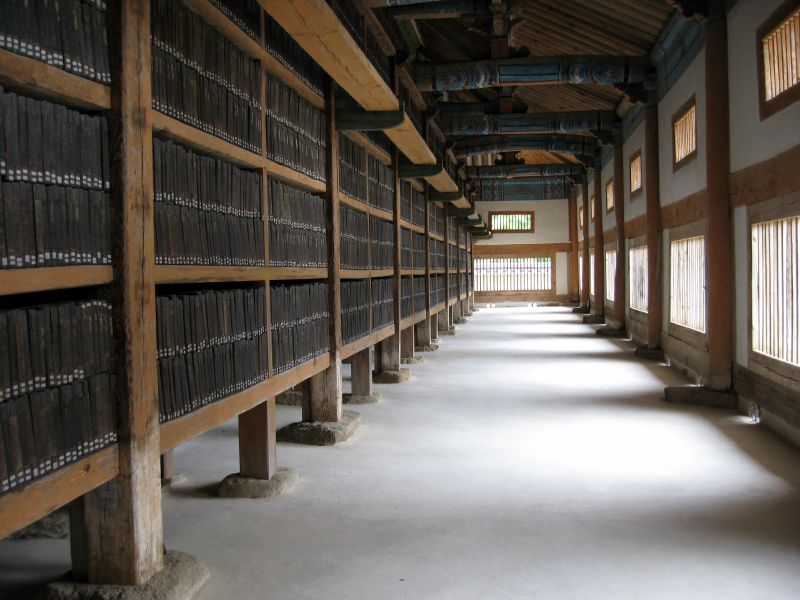
高丽大藏经

此后新罗王朝统一三国，其佛教开始出现本土化趋势。其中元晓法师的《十门和诤论》、义湘的《华严一乘法界图》和圆测的《解深密经疏》，为朝鲜华严宗和唯识宗的理论基础。
此时佛教昌盛，并出现有宗派分支，主要有：
- 涅槃宗，景福寺普德所创；
- 律宗，通度寺慈藏所创；
- 华严宗（又称圆融宗），下有二派：
  - 海东宗，新罗庆州芬皇寺元晓所创；
  - 浮石宗，浮石寺义湘所创；
- 法相宗，金山寺真表律师所创，
- 密宗，下有二派：
  - 神印宗（又称文豆娄宗），明朗所创；
  - 总持宗（又称真言宗），惠通所创，開城總持寺(총지사)為其根本道場。

9世纪初，中国禅宗也传入朝鲜。新罗宣德王五年（784年），道义从智藏学习禅法，後传南宗禅，为後来禪門九山的迦智山派。兴德王三年（828年），洪陟在实相寺宣扬禅法，为禪門九山的实相山派。此後佛教式微。

### 高丽王朝时期

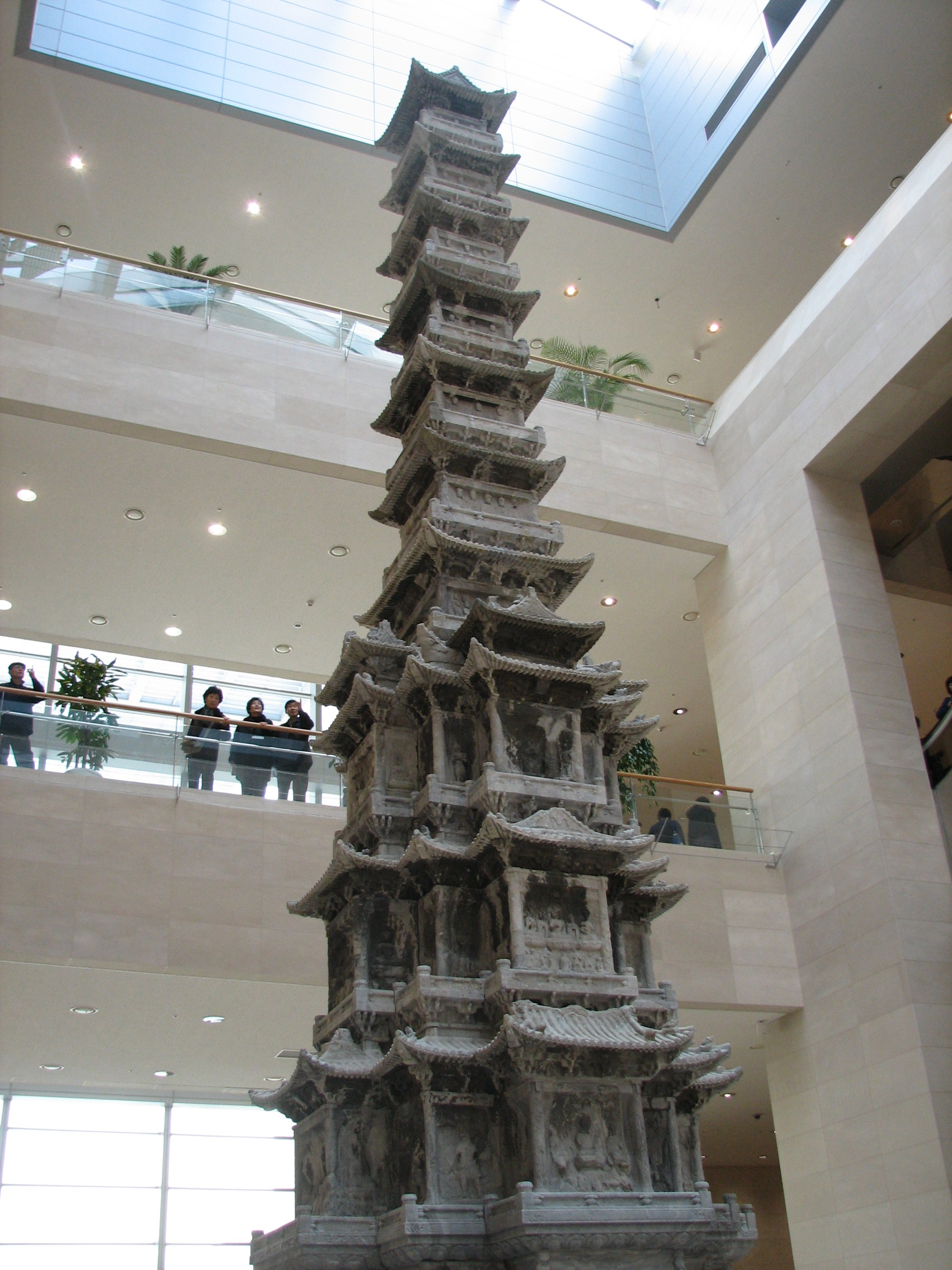
高麗時期的敬天寺十層石塔，高13米現藏於韩国国立中央博物馆。

11世纪，高丽王朝统一朝鲜半岛后，因太祖王建笃信佛教，佛教又渐转盛。义天僧统于高丽宣宗二年（1084年）进入当时中国宋朝，学习华严、天台，后回朝鲜创立天台宗。此时盛行佛教五宗：华严宗、慈恩宗（原法相宗）、中道宗（原法性宗）、南山宗（原戒律宗）、始兴宗（原涅槃宗）。高丽显宗二年（1010年），高丽大藏经工程开始，耗时七十余年，于1087年完成，后毁又重造，为6780卷的《高丽藏》，存于现在韩国伽耶山海印寺。此外，义天法师造《续藏经》4000余卷，现存只二十部。
高麗普照國師知訥（1158～1210）將朝鮮禪門九山集大成立曹溪宗，以禪教兼修為宗風。

### 朝鲜王朝时期
14世纪，李成桂统一朝鲜半岛，国号朝鲜，为李朝。开始排佛崇儒（朱子学），曹溪宗、天台宗、總南宗（總持宗、南山宗）合为禅宗，华严宗、慈恩宗、中神宗（中道宗、神印宗）、始興宗合为教宗。此後大规模的毁寺禁佛开始，出家亦被视为违犯国禁。直至1592年，日本太閣丰臣秀吉傾全國之力入侵朝鲜，禅僧清虚、休静率徒并募僧兵五千人，与中国明朝军队协同作战，佛教稍稍复兴。

### 近代
近代，日本净土真宗和日莲正宗传教至朝鲜半岛。日本明治维新以后允許僧侣娶妻食肉的传统也被带入朝鲜半岛。1910年，日韓併合，日本正式吞併大韓帝國，開始殖民统治，於1911年發佈《寺刹令》（韓語：사찰령），實行明治維新後的日本佛教運作和管理方式，由日本駐韓總督任命寺院的住持。一些親日僧侶也效仿日本佛教的做法，允許娶妻食肉，後来成立的圆佛教、太古宗就延续了這一新传统。
1920年，《寺刹令》經過修訂，允許日本政府直接監管朝鮮半島31個主要佛寺，管理機構總部設在皇阁寺（现为曹溪寺）。直至二戰結束，日本殖民當局還將許多朝鮮半島佛教藝術品運往日本國內，至今南韓和日本仍就它們的返還問題保持著談判。

### 现代

#### 大韓民國
1948年獨立後的韓國，其憲法第十二條即規定：「凡國民均有良心信教之自由；宗教與政治分離，不再有國教之存在。」並由立法院公佈「寺院保護法」。所以佛教可不受政治的影響而自由發展。
現今韓國的佛教，分作兩大派：舊的曹溪宗，新的圓佛教。不过，圆佛教在名称、教义、组织架构、表征、仪轨皆偏离传统佛教，并自认是一种新兴宗教，故属于附佛外道的一种。
主流教派曹溪宗於1945年日本二戰投降後設立中央機構「朝鮮佛教總務院」，在各地置「教務院」，並在1954年興起所謂「淨化運動」，要求把蓄髮娶妻的僧人驅逐出教團和寺院。曹溪宗內部兩派鬥爭，到1962年雙方聯合成立了「曹溪宗佛教再建非常宗會」，著手重建教團，但仍止不住紛爭，最後甚至走上法律途徑，上訴法院由法官裁決。1970年以「蓄髮娶妻僧」為中心正式成立太古宗，脫離了曹溪宗。
而圓佛教創於1916年，由少太山九位志同道合的大宗師成立，以使佛教大眾化及生活化為宗旨，致力於教育、社會、醫療等事業。
還有一些新興教團，有真覺宗、元曉宗、佛入宗、法華宗以及華嚴宗、淨土宗、真言宗、天臺宗大覺佛教、龍華宗、彌勒宗、龍華同乘會、總和會、一乘宗等小教團。
韓國現代的佛教也致力於教育上，韓國佛教各宗團開辦的大專院校有76所，初高中22所以及大批小學和幼兒園等。如海印大學、曹溪宗所辦的東國大學、圓佛教的圓光大學。圓光大學還設有韓國佛教問題研究所，對於現今的韓國佛教，做多角度的廣泛慎重之長期研究。
此外，還有超宗派的全國性組織「韓國佛教宗團協議會」出現，發展佛教文化和弘揚民族精神，推進佛教福祉和社會救護，發展國際佛教交流。
可以看到韓國佛教面臨現代化的變遷，也逐漸作自我的調整，提出了「世俗化、現代化和科學化（理性化）」的道路，並從教義、組織、儀式和宗教行事等方面進行改革。

#### 朝鮮民主主義人民共和國
二战後，曹溪宗於1945年12月26日設立中央機構「朝鮮佛教總務院」。1948年，朝鲜民主主义人民共和国成立後，在平壤设立佛教总教院，分治北部佛教，後改为朝鲜佛教徒联盟中央委员会。该联盟曾於1965年解散，並在1972年重新成立。
北朝鲜宪法规定民众有宗教信仰之自由，但由于政治环境的特殊，現時境内的佛教由政府所操縱，其僧侶也為朝鮮勞動黨中選出來，而信徒也需經過嚴格的思想審查。

## 寺院
韓國佛寺中以通度寺、海印寺、松廣寺最為有名，稱三寶寺刹。 　
- 通度寺，位於梁山市，全稱「靈鷲山通度寺」，最初建於7世紀的新羅時代。全寺中心是金剛戒壇、大雄寶殿、佛舍利塔。金剛戒壇由慈藏（英语：Jajang）律師所建，他首次將戒律傳入朝鮮。觀音殿藏有融會華嚴、密教的「華嚴曼荼羅」(當製於14世紀以後)。

- 海印寺，位於伽倻山，全名「伽耶山海印寺」，建於9世紀的新羅時代。最古的建築三重石塔至今仍存。藏經閣藏有高麗時代高宗下令雕刻的《大藏經》經版。

- 松廣寺，位於順天市，全名「曹溪山松廣寺」。新羅末年此處有松廣山吉祥寺，高麗時代知訥(1158-1210)於此結社禪修，立下曹溪宗。

## 延伸阅读
- Hong-bae Yi, Taehan Pulgyo Chogyejong. . Kum Sok Publishing Co., Ltd. 1996. ISBN 89-86821-00-1.
- The Dead and the Dying in Korea
- Buddhist ritual performed at Catholic cathedral compound （页面存档备份，存于）